# Toad Hop
Toad Hop est une census-designated place située dans le comté de Vigo, dans l’État de l'Indiana, aux États-Unis. Lors du recensement de 2020, elle compte 104 habitants.